# Augustín Kostolník
Augustín Kostolník (18. května 1920 Horná Streda – 19. října 1992 Považská Bystrica) byl slovenský fotbalový útočník.

## Hráčská kariéra
V československé lize hrál za AC Sparta/Sokol/Manet Považská Bystrica, vstřelil dvacet jednu prvoligovou branku. Před svým považskobystrickým angažmá hrál společně s bratrem Emilem (1922–1980) postupně v Horné Stredě, Piešťanech a TTS Trenčín.

### Prvoligová bilance
| Ročník             | Zápasy | Góly | Minuty | Klub                          |
| ------------------ | ------ | ---- | ------ | ----------------------------- |
| I. liga 1945/46    | –      | 14   | –      | AC Sparta Považská Bystrica   |
| I. liga 1948       | –      | 3    | –      | Sokol Manet Považská Bystrica |
| I. liga 1949       | –      | 4    | –      | ZSJ Manet Považská Bystrica   |
| CELKEM I. ČS. LIGA | –      | 21   | –      |                               |